# Morska svilina
Morska svilina (perje, lat. Zostera marina), jedna od desetak biljnih vodenih vrsta iz roda svilina (Zostera). Raširena je po sjevernoj hemisferi po plitkim lagunama od 1 do 15 metara dubine, a na mjestima gdje su jake oseke, može se vidjeti i na obali. 
Listovi su joj tamnozeleni dugi od 30 do 100 centimetara, i široki 3 do 9mm. Listovi koje more izbaci na obulu mogu se koristiti za punjenje jastuka i kao prirodno gnojivo.